# Emil Godlewski (1847–1930)

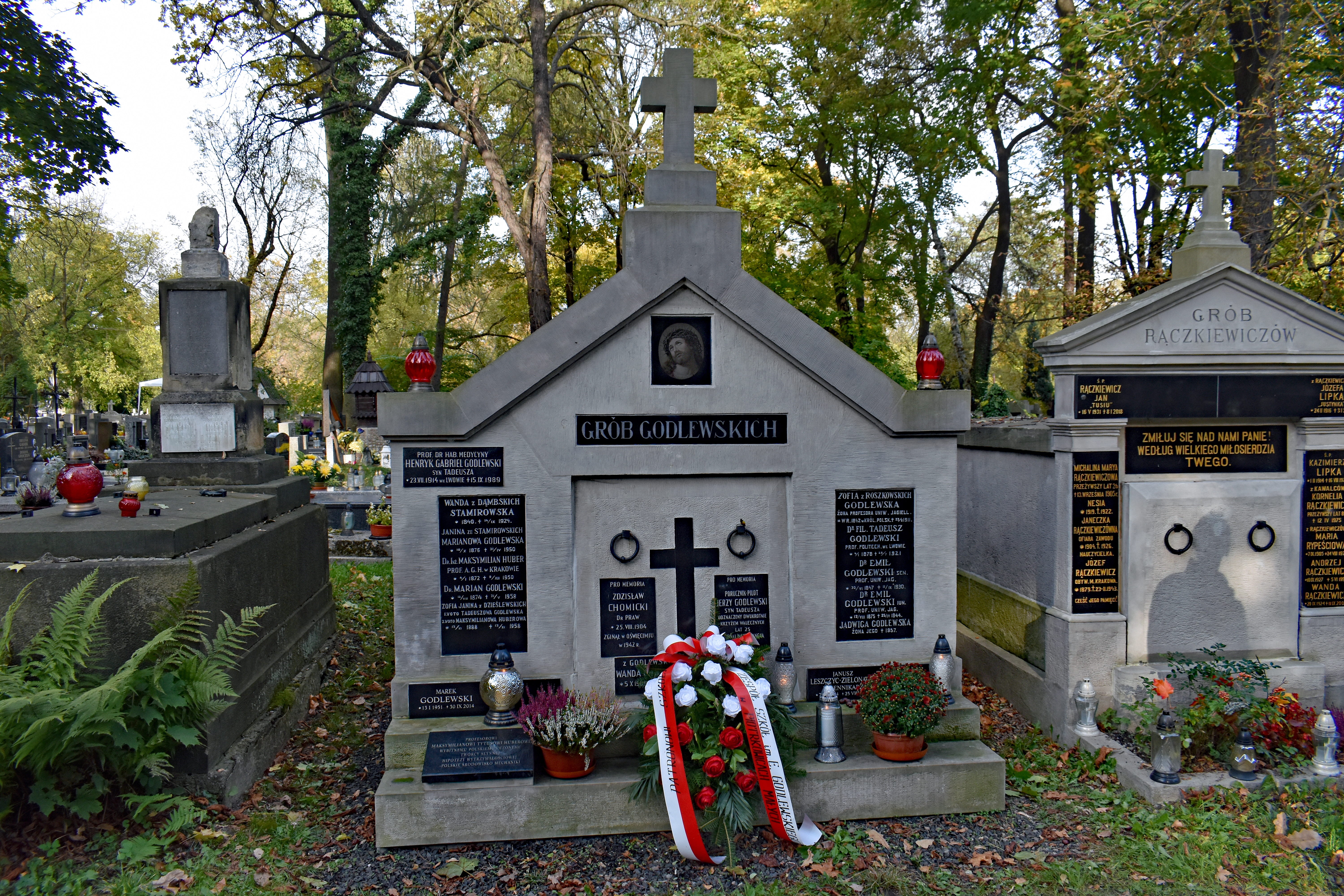
Grobowiec rodziny Godlewskich na cmentarzu Rakowickim

Emil Godlewski (ur. 30 czerwca 1847 w Krasocinie, zm. 11 września 1930 w Krakowie) – polski botanik, chemik rolny, twórca polskiej szkoły fizjologii roślin, profesor Uniwersytetu Jagiellońskiego, Uniwersytetu Lwowskiego i Akademii Rolniczej w Dublanach.
Doktorat obronił w Jenie w 1872, habilitował się w 1873 w Uniwersytecie Jagiellońskim. Członek korespondent (1887) i czynny Akademii Umiejętności (od 1919 Polskiej Akademii Umiejętności); w latach 1918−1920 − jej wiceprezes; w latach 1902−1904 i 1914−1920 − dyrektor Wydziału Matematyczno-Przyrodniczego AU, następnie PAU; od 1873 − współpracownik (od 1887 − członek) jej Komisji Fizjograficznej; w latach 1913−1915, 1917, 1917−1919 − przewodniczący Komisji Fizjograficznej; w latach 1898−1911 − przewodniczący Sekcji Rolniczej AU. W 1911 mianowany członkiem korespondentem Akademii Francuskiej w Paryżu. Po uzyskaniu niepodległości pierwszy dyrektor Państwowego Instytutu Naukowego Gospodarstwa Wiejskiego w Puławach.
Położył ogromne zasługi w badaniach nad chemią rozwoju białka i nad nitryfikacją. Prowadził badania nad absorpcyjnymi właściwościami ziemi ornej, oraz nad wzrostem roślin i procesem oddychania organizmów roślinnych; współodkrywca procesu oddychania beztlenowego u roślin. Odkrył, że rośliny mogą przyswajać kilkaset razy więcej kwasu węglowego, niż go jest normalnie w powietrzu. Badał także gospodarkę wodną roślin, a w 1884 ogłosił własną teorię ruchu wody w roślinach.
Odkrycia jego trwale zapisały się na poczet nauki światowej i były one niemal wyłącznie dokonywane w polskich laboratoriach (m.in. Warszawa, Kraków, Lwów, Dublany). Opublikował m.in. Myśli przewodnie fizjologii roślin (tomy 1−2, 1923, 1933).
Był członkiem dożywotnim Towarzystwa Szkoły Ludowej.
W 1921 otrzymał Nagrodę im. Jerzmanowskich. W tym samym roku, 29 grudnia – odznaczono go orderem „Odrodzenia Polski" III klasy „w uznaniu zasług, położonych dla Rzeczypospolitej Polskiej na polu nauki". 2 maja 1923 uhonorowano go Krzyżem Komandorskim z Gwiazdą orderu „Odrodzenia Polski" „za wybitne zasługi, położone dla Rzeczypospolitej Polskiej na polu nauki rolniczej".
Ojciec Emila i Tadeusza i  Mariana (1874–1958) doktora medycyny. Został pochowany na cmentarzu Rakowickim w Krakowie.